# Nahda
La Nahda o Renaixement àrab (àrab: النهضة, an-Nahḍa, ‘la Renaixença’) va ser un corrent intel·lectual del segle xix i inicis del segle xx tendent a la modernització de la societat àrab. Un corrent paral·lel al món simbolista, modernista i post-romàntic de la societat occidental del moment (Regne Unit, França, Espanya i Alemanya, i el seu entorn, bàsicament).
Va ser inspirada pels contactes que van tenir els àrabs amb Occident, fet que va renovar llur interès per la cultura aràb clàssica. Té el seu origen a Egipte, tot i que fou preferentment desenvolupada per intel·lectuals siris i libanesos que s'hi havien instal·lat a causa de la major llibertat que els donava el règim instaurat per Muhàmmad Alí i els seus descendents al país del Nil. Des del bressol egipci, el moviment es va disseminar a altres països àrabs.
Aquesta obertura ideològica, liderada per Jamal-ad-Din al-Afghaní i Muhàmmad Àbduh, va influir en molts àmbits de la cultura àrab, com el religiós amb els personatges citats i els exegetes alcorànics Tantawí Gawharí, Amín al-Huli i Halaf Al·lah (vegeu reformisme islàmic), el polític amb Alí Abd-ar-Raziq (vegeu nacionalisme àrab) i altres aspectes socials com el feminisme amb Qàssim Amín, Tàhir al-Haddad. Pel que fa a la llengua i la literatura, la Nahda va representar la consolidació de l'àrab estàndard (vegeu literatura àrab contemporània) i el naixement de la premsa àrab, gràcies a la feina de periodistes, filòlegs i traductors com Butrus i Sulayman Bustaní, Nassif i Ibrahim i Yazigí.